# جعفرآباد (بخش مرکزی رفسنجان)
جعفرآباد، روستایی از توابع بخش مرکزی شهرستان رفسنجان در استان کرمان ایران است.

## جمعیت
این روستا در دهستان آزادگان (رفسنجان) قرار دارد و براساس سرشماری مرکز آمار ایران در سال ۱۳۸۵، جمعیت آن ۱٬۷۵۱ نفر (۴۳۶خانوار) بوده‌است.